# 790

## Догађаји
- Википедија:Непознат датум — Владавина династије Абасида у Багдаду.

- Септембар – Јерменска тема, која се налази у североисточној Малој Азији (савремена Турска), устаје против царице Ирине и проглашава 19-годишњег Константина VI јединим владаром Византијског царства. Друге теме следе његов пример и затварају своје стратеге. Константин шаље свог иконоборачког генерала Михаила Лаханодракона, да обезбеди да Јермени (његове најближе присталице) положе заклетву. Ирена је затворена у својој палати у Цариграду; сви њени евнуси су прогнани.
- Алкуин, англосаксонски мисионар, враћа се (после 8-годишњег одсуства) у Енглеску. Током боравка на каролиншком двору краља Карла Великог у Ахену, школовао је своје синове Карла, Пепина и Луја. Алкуин ревидира црквену литургију и Библију и одговоран је за интелектуални покрет унутар Франачког краљевства.
- Краљ Етелред I враћа се у Нортамбрију и враћа се на престо након што је 11 година живео у егзилу. Његов ривал Осред II је свргнут, присилно пострижен и прогнан на острво Ман. Етхелред се тада суочава са побуном другог ривала, по имену Еардвулф. Овај последњи је ухваћен и обешен испред капије опатије Рипон. Тело је однето у опатију, где се Еардвулф опоравља и бежи у изгнанство.
- Краљ Офа од Мерсије преузима контролу над Источном Англијом.
- Камбоџа почиње да се одваја од краљевства Сривијаја са седиштем на Суматри, пошто је двадесетогодишњи камбоџански принц, који тврди да потиче од владара Фунана, посвећен у источној Камбоџи титулом Џајаварман. У наредних 10 година он ће проширити своја овлашћења на север у долину Меконга (модерни Вијетнам).
- Јосиф је посвећен за сиријског православног патријарха Антиохије.